# Music for the Masses Tour
Music for the Masses Tour – dziesiąta trasa koncertowa zespołu muzycznego Depeche Mode, podczas której odbyło się sto jeden koncertów; 101. koncert zarejestrowano na płycie 101 (1989).

## Lista utworów
| Lista zagranych utworów. Europa Leg #1, Ameryka Północna Leg #1, Europa Leg #2, Europa Leg #3 1. "Pimpf" (Intro) 2. "Behind the Wheel" 3. "Strangelove" 4. "Sacred" 5. "Something to Do" 6. "Blasphemous Rumours" 7. "Stripped" 8. wokalu użycza Martin Gore - "Pipeline" 9. wokalu użycza Martin Gore - "The Things You Said" - "It Doesn't Matter" 10. "Black Celebration" 11. "Shake the Disease" 12. "Nothing" 13. - "Pleasure, Little Treasure" - "Just Can’t Get Enough" 14. "People Are People" 15. "A Question of Time" 16. "Never Let Me Down Again" bis 1 17. wokalu użycza Martin Gore - "A Question of Lust" 18. "Master and Servant" bis 2 19. "Everything Counts" | Japonia, Ameryka Północna Leg #2 1. "Pimpf" (Intro) 2. "Behind the Wheel" 3. "Strangelove" 4. "Sacred" 5. "Something to Do" 6. "Blasphemous Rumours" 7. "Stripped" 8. wokalu użycza Martin Gore - "Never Turn Your Back on Mother Earth" - "Somebody" 9. wokalu użycza Martin Gore - "The Things You Said" - "It Doesn't Matter" 10. "Black Celebration" 11. "Shake the Disease" 12. "Nothing" 13. "Pleasure, Little Treasure" 14. - "Master and Servant" - "People Are People" 15. "A Question of Time" 16. "Never Let Me Down Again" bis 1 17. wokalu użycza Martin Gore - "A Question of Lust" 18. - "Just Can’t Get Enough" - "Master and Servant" bis 2 19. "Everything Counts" |

## Koncerty
1. 22 października 1987 – Madryt (Hiszpania) – Pabellon De Real Madrid
2. 23 października 1987 – Barcelona (Hiszpania) – Blaugrana Sports Palas
3. 25 października 1987 – Monachium (RFN) – Olympia Halle
4. 26 października 1987 – Bolonia (Włochy) – Palasport
5. 27 października 1987 – Rzym (Włochy) – Palaeur
6. 29 października 1987 – Turyn (Włochy) – Palasport
7. 30 października 1987 – Mediolan (Włochy) – Palastrusardi
8. 2 listopada 1987 – Stuttgart (RFN) – Martin Schleyerhalle
9. 3 listopada 1987 – Frankfurt (RFN) – Festhalle
10. 4 listopada 1987 – Essen (RFN) – Grugahelle
11. 6 listopada 1987 – Kolonia (RFN) – Sportshalle
12. 7 listopada 1987 – Hannover (RFN) – Messehalle
13. 9 listopada 1987 – Berlin (RFN) – Deutschlandhalle
14. 11 listopada 1987 – Ludwigshafen am Rhein (RFN) – Friedrich Ebert Halle
15. 12 listopada 1987 – Zurych (Szwajcaria) – Hallenstadium
16. 13 listopada 1987 – Lozanna (Szwajcaria) – Halle Des Fetes
17. 16 listopada 1987 – Paryż (Francja) – Palais Omnisports de Paris-Bercy
18. 17 listopada 1987 – Paryż (Francja) – Palais Omnisports de Paris-Bercy
19. 18 listopada 1987 – Paryż (Francja) – Palais Omnisports de Paris-Bercy
20. 1 grudnia 1987 – San Francisco (USA) – Cow Palace
21. 4 grudnia 1987 – Los Angeles (USA) – Kia Forum
22. 5 grudnia 1987 – Los Angeles (USA) – The Forum
23. 7 grudnia 1987 – San Diego (USA) – Sports Arena
24. 8 grudnia 1987 – Phoenix (USA) – Compton Terrace
25. 10 grudnia 1987 – Dallas (USA) – Reunion Arena
26. 12 grudnia 1987 – Chicago (USA) – The Pavillion
27. 14 grudnia 1987 – Toronto (Kanada) – Maple Leaf Gardens
28. 15 grudnia 1987 – Montreal (Kanada) – Kia Forum
29. 17 grudnia 1987 – Fairfax (USA) – Patriot Centre
30. 18 grudnia 1987 – Nowy Jork (USA) – Madison Square Garden
31. 9 stycznia 1988 – Newport (Wielka Brytania) – Newport Centre
32. 11 stycznia 1988 – Londyn (Wielka Brytania) – Wembley Arena
33. 12 stycznia 1988 – Londyn (Wielka Brytania) – Wembley Arena
34. 15 stycznia 1988 – Birmingham (Wielka Brytania) – N. E. C.
35. 16 stycznia 1988 – Whitley Bay (Wielka Brytania) – Ice Rink
36. 17 stycznia 1988 – Edynburg (Wielka Brytania) – Playhouse
37. 19 stycznia 1988 – Manchester (Wielka Brytania) – G-Mex
38. 20 stycznia 1988 – Sheffield (Wielka Brytania) – City Hall
39. 21 stycznia 1988 – Bradford (Wielka Brytania) – St. Georges Hall
40. 23 stycznia 1988 – Bournemouth (Wielka Brytania) – International Centre
41. 24 stycznia 1988 – Brighton (Wielka Brytania) – Centre
42. 6 lutego 1988 – Hamburg (RFN) – Sportshalle Alterdorf
43. 7 lutego 1988 – Hamburg (RFN) – Sportshalle Alterdorf
44. 9 lutego 1988 – Dortmund (RFN) – Westfallenhalle
45. 10 lutego 1988 – Oldenburg (RFN) – Weser-EMS-Halle
46. 12 lutego 1988 – Sztokholm (Szwecja) – Ice Stadium
47. 13 lutego 1988 – Göteborg (Szwecja) – Scandunavium
48. 15 lutego 1988 – Oslo (Norwegia) – Drammenshallen
49. 17 lutego 1988 – Kopenhaga (Dania) – Valby Hallen
50. 18 lutego 1988 – Kopenhaga (Dania) – Valby Hallen
51. 19 lutego 1988 – Kilonia (RFN) – Ostseehalle
52. 21 lutego 1988 – Bruksela (Belgia) – Forest National
53. 23 lutego 1988 – Lille (Francja) – Espace Fiore
54. 25 lutego 1988 – Brest (Francja) – Parc Penfeld
55. 26 lutego 1988 – Nantes (Francja) – Stade de la Beaujoire
56. 27 lutego 1988 – Bordeaux (Francja) – Patinoire
57. 29 lutego 1988 – Tuluza (Francja) – Palais Des Sports
58. 1 marca 1988 – Montpellier (Francja) – Le Zénith
59. 2 marca 1988 – Lyon (Francja) – Palais Des Sports
60. 4 marca 1988 – Besançon (Francja) – Palais Des Sports
61. 5 marca 1988 – Strasburg (Francja) – Halle Rehenus
62. 7 marca 1988 – Berlin Wschodni (NRD) – Werner Seelbinder
63. 9 marca 1988 – Budapeszt (Węgry) – Sportsarnock
64. 10 marca 1988 – Budapeszt (Węgry) – Sportsarnock
65. 11 marca 1988 – Praga (Czechosłowacja) – Sportovni Hala
66. 13 marca 1988 – Wiedeń (Austria) – Stadthalle
67. 18 kwietnia 1988 – Osaka (Japonia) – Festival Hall
68. 19 kwietnia 1988 – Nagoja (Japonia) – Koseinenkin Hall
69. 21 kwietnia 1988 – Tokio (Japonia) – NHK Hall
70. 22 kwietnia 1988 – Tokio (Japonia) – NHK Hall
71. 29 kwietnia 1988 – Mountainview (USA) – Shoreline Amphiteatre
72. 30 kwietnia 1988 – Sacramento (USA) – California Expo
73. 2 maja 1988 – Seattle (USA) – Coliseum
74. 4 maja 1988 – Vancouver (Kanada) – P. N. E. Coliseum
75. 5 maja 1988 – Portland (USA) – Civic Auditorium
76. 6 maja 1988 – Portland (USA) – Civic Auditorium
77. 8 maja 1988 – Salt Lake City (USA) – Salt Palace
78. 9 maja 1988 – Denver (USA) – McNichols Arena
79. 11 maja 1988 – Austin (USA) – Frank Erwin Centre
80. 13 maja 1988 – Arlington (USA) – Six Flags
81. 14 maja 1988 – Houston (USA) – Southern Star Amphiteatre
82. 15 maja 1988 – Nowy Orlean (USA) – Lakefront Arena
83. 17 maja 1988 – Cedar Rapids (USA) – 5 Seasons Centre
84. 18 maja 1988 – Minneapolis (USA) – Northrop Auditorium
85. 20 maja 1988 – Chicago (USA) – Poplar Creek
86. 21 maja 1988 – Clarkston (USA) – Pine Knob Theatre
87. 22 maja 1988 – Cincinnati (USA) – Riverband Theatre
88. 24 maja 1988 – Nashville (USA) – Starwood Amphiteatre
89. 25 maja 1988 – Atlanta (USA) – Southern Star Amphiteatre
90. 27 maja 1988 – Filadelfia (USA) – The Spectrum
91. 28 maja 1988 – Columbia (USA) – Merriweather Post Pavillion
92. 30 maja 1988 – Cleveland (USA) – Blossom Music Festival
93. 1 czerwca 1988 – East Rutherford (USA) – Meadowland Arena
94. 3 czerwca 1988 – Wantagh (USA) – Jones Beach
95. 4 czerwca 1988 – Wantagh (USA) – Jones Beach
96. 7 czerwca 1988 – Mansfield (USA) – Great Woods Amphiteatre
97. 8 czerwca 1988 – Montreal (Kanada) – Kia Forum
98. 9 czerwca 1988 – Toronto (Kanada) – C. N. E. Grandstadt
99. 11 czerwca 1988 – Pittsburgh (USA) – Palumbo Centre
100. 15 czerwca 1988 – Phoenix (USA) – Compton Terrace
101. 18 czerwca 1988 – Pasadena (USA) – Rose Bowl